# Ivo Vojnović
Ivo Vojnović (9. října 1857 Dubrovník – 30. srpna 1929 Bělehrad) byl srbsko-italský soudce, spisovatel, básník a dramatik.

## Životopis
Vojnović se narodil v Dubrovníku jako první syn hraběte Konstantina Vojnoviće (1832–1903) a Marie de Serragli (1836–1922). Byl po otci členem srbského šlechtického rodu Vojnović, matka pocházela z Florencie. Dubrovník a jeho historie měly důležitý vliv na jeho pozdější literární tvorbu. Většinu dětství však strávil ve Splitu. Měl mladšího bratra Lujo Vojnoviće, který hrál důležitou politickou a kulturní roli v Dalmácii a Černé Hoře na konci 19. a začátku 20. století.
Jako mladý muž se s rodinou přestěhoval do Záhřebu, kde v roce 1879 promoval na právnické fakultě univerzity. Do roku 1884 působil jako praktikant u královského dvora v Záhřebu. Poté pokračoval v soudcovské kariéře v Križevci (1884–1889), Bjelovaru (1889), Zadaru (1889–1891).
V roce 1893 napsal Vojnović krátkou hru Gundulićev san, která vyšla v Dubrovníku, v době odhalení Gundulićova pomníku, hra obhajovala jednotu Chorvatů a Srbů.
V roce 1899 získal zaměstnání u soudu v Dubrovníku, postupně se přestěhoval do Supetaru na ostrově Brač, do Zadaru a znovu do Supetaru. Jeho kariéra v soudnictví skončila v roce 1907, kdy byl vyhozen z úřadu v Supetaru kvůli finančním proviněním a zbaven nároku na důchod.
V roce 1907 se stal dramaturgem Chorvatského národního divadla v Záhřebu. Vojnovićovy prosrbské myšlenky byly v této době patrné z jeho díla, ve kterém nadšeně podporoval sjednocení Jihoslovanů pod Srbsko.
Před balkánskými válkami Vojnović psal hry, které ukazovaly velkou hrdost na svůj původ, což však nebylo dobrou předzvěstí před první světovou válkou, kdy byla jeho země napadena.
V roce 1911 podnikl cesty do Itálie, Prahy, Budapešti, Bělehradu. V roce 1914 se vrátil do Dubrovníku, kde ho rakousko-uherská vláda uvěznila v šibenické věznici s obviněním, že je jugoslávský nacionalista. Po čtyřech měsících, na štědrý den, byl přemístěn do věznice poblíž Lince v Rakousku. Byl zadržován bez soudu tři roky. V roce 1917 byl převezen do nemocnice Milosrdných sester v Záhřebu, kde si léčil vážnou oční nemoc, kterou se nakazil, když byl vězněn.
Po skončení první světové války se roku 1919 přestěhoval do Francie, kde žil převážně v Nice až do roku 1922, kdy se přestěhoval zpět do Dubrovníku.
Kvůli jeho šlechtickým tvrzením a bezuzdnému jugoslávství se s ním Miroslav Krleža v roce 1924 veřejně pohádal a označil ho za falešného hraběte a diletanta dramatu.
V roce 1928 se Vojnovićovi zhoršily oční problémy, hrozila mu slepota a ve špatném zdravotním stavu odešel do Srbska na léčení do sanatoria v Bělehradu. Zemřel tam v roce 1929. Pohřben byl v Dubrovníku.

## Dílo

### Dramata
- 1889. Psyche
- 1893. Gundulićev san
- 1895. Ekvinocijo
- 1902. Dubrovačka trilogija
- 1907. Smrt majke Jugovića
- 1912. Gospođa sa suncokretom
- 1913. Lazarevo vaskrsenje
- 1918. Imperatrix
- 1922. Maškarate ispod kuplja
- 1929. Prolog nenapisane drame

### Poezie
- 1892. Lapadski soneti

### Próza
- 1880. Geranium
- 1884. Perom i olovkom
- 1886. Ksanta

### V češtině
- Ekvinokce: drama o čtyřech dějstvích – z chorvatštiny přeložil Karel Kadlec. Praha: František Šimáček, 1897
- Námořnická krev (Ksanta): povídka z Dubrovníka – př. Anna Beranová-Chejnická. Brno: Benediktinská knihtiskárna, 1904[1]
- Dubrovnická trilogie – př. a úvodem opatřil Jan Hudec. Praha: Jan Otto, 1910[2]
- Novelly – př. Marie Lešetická. Praha: Alois Hynek, 1911[3]
- Sireny – př. Marie Lešetická; in: 1000 nejkrásnějších novel... č. 27. Praha: J. R. Vilímek, 1912
- Smrt matky Jugovičů: dramatická báseň ve třech zpěvech – př. Jan Hudec. Praha: Jan Otto, 1912[4]
- Psyche: pohádka o trojím dějství – př. Jan Hudec[5]
- Paní se slunečnicí – Praha: Jan Otto, 1920
- Ekvinokce: opera ve 4 jednáních – český text upravil Josef Vymětal; hudbu složil František Neumann. Brno: Barvič a Novotný, 1920?
- Maškaráda v podkroví: tři akty masopustního scherza – př. Josef Pelíšek. Praha: František Borový, 1923
- Smrt matky Jugovičů: čtvrtý zpěv 1912 – př. Jan Hudec. Praha: Zátiší, 1923
- Matky: pět dramat [Ekvinoce. Dubrovnická trilogie. Smrt matky Jugovičů. Vzkříšení Lazarovo. Imperatrix] – př. a poznámkami opatřil J. Hudec. Praha: Družstevní práce, 1938
- Vox clamans: Dantův výkřik: památce Lva N. Tolstého – př. O. F. Babler; dvěma ilustracemi doprovodil Jaroslav Vodrážka. Praha: Zbraslav, 1946
- Smrt matky Jugovičů: dramatická báseň o třech zpěvech – přebásnil a př. František Hrubín. Praha: Máj, 1948
- Námořnická krev – př. Anna Urbanová; doslov napsal Jaroslav Urban; ilustroval Dušan Petrić. Praha: ELK, 1949
- Ekvinokce: drama o 4 dějstvích – ze srbochorvatštiny př. Sláva Ganglová. Praha: Dilia, 1957
- Dubrovnická trilogie – př. Jan Hudec; ilustrovala Ludmila Jiřincová; doslov a vysvětlivky Rudolf Lužík. Praha: SNKLHU, 1960